# Locris halurga
Locris halurga är en insektsart som beskrevs av Karsch 1894. Locris halurga ingår i släktet Locris och familjen spottstritar. Inga underarter finns listade i Catalogue of Life.